# Dobres
Dobres es una localidad perteneciente al municipio de Vega de Liébana (Cantabria, España). Se accede a ella desde la capital del municipio, La Vega, a través de la carretera CA-894, al final de la cual se encuentra el barrio de Cucayo, dependiente de Dobres. Entre la capital y Dobres hay nueve kilómetros y trescientos metros. Dobres se encuentra situado a 936 metros de altitud, en la vertiente de una gran montaña. Los 86 habitantes (INE, 2008) se reparten en dos barrios: Dobres propiamente dicho (39) y Cucayo (47). Tiene junta vecinal propia que explota los montes del término. 

## Patrimonio arquitectónico
Dobres está declarado Conjunto Histórico por su interés urbanístico y etnográfico. Además de varios ejemplos de arquitectura popular, en la localidad pueden verse dos casonas nobles con escudos y la iglesia de San Mamés.

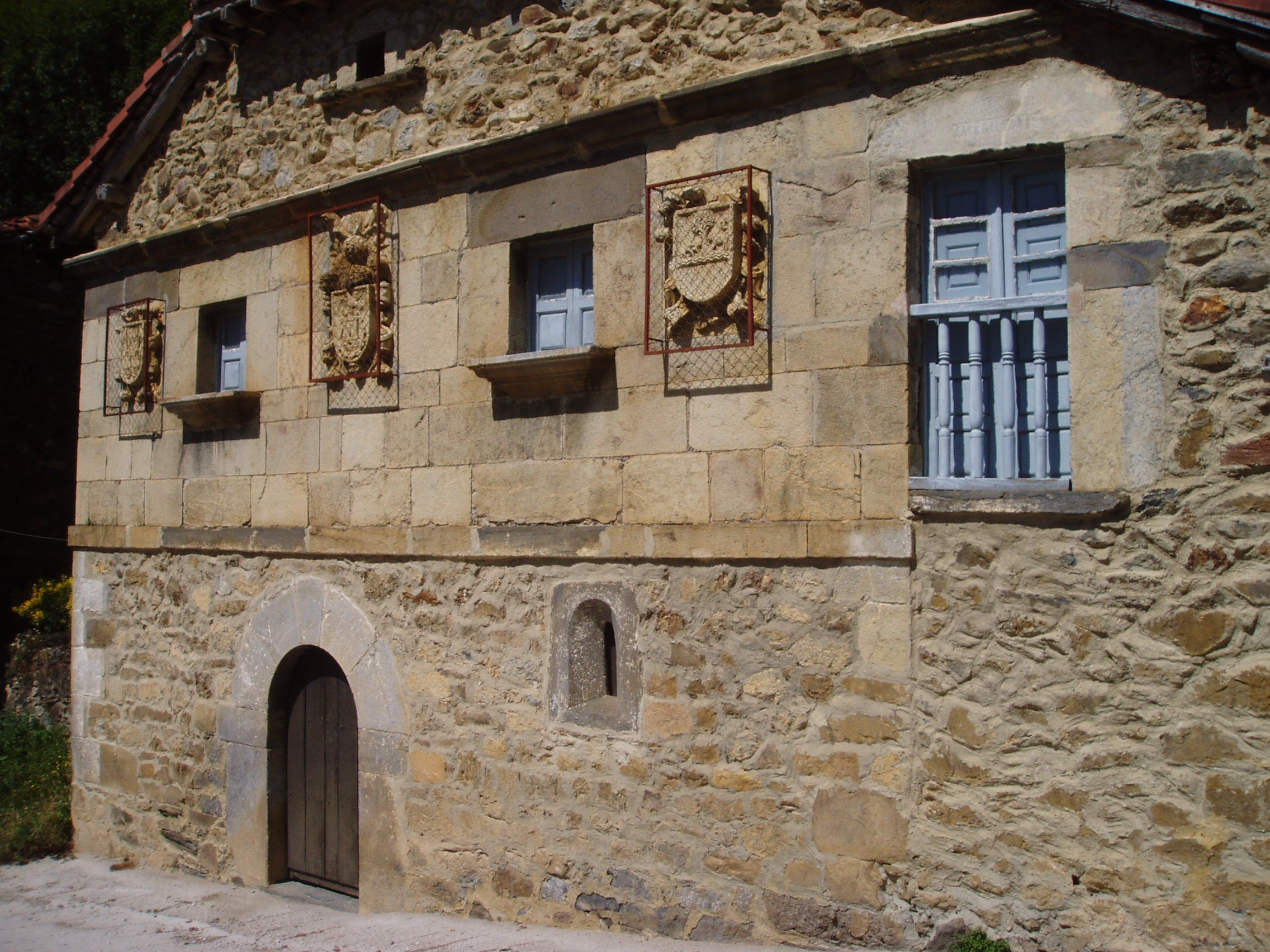
Casona blasonada.

Una de las casonas citadas presenta, a la altura de las ventanas del primer piso, tres piedras armeras de los apellidos Bedoya, Corral y Salceda (de izquierda a derecha). Este último tiene la inscripción «El montañés más valiente/ que con su espada lucida/ al moro quitó la vida/ y se libró de la muerte». En la otra casona también hay un escudo de los Salceda con el mismo lema. Respecto del apellido Corral, se trata de la rama a que pertenecían los hidalgos del Corral y Soberón, antepasados de Juan Antonio del Corral y de Mier (hijo de Francisco Antonio del Corral y Soberón), procedentes de Liébana, pero que acabaron asentándose por tierras de Sahagún aprovechando la desamortización española.
La iglesia de San Mamés, muy restaurada en 1914, alberga un sagrario del siglo XVI e imágenes populares de los siglos XVII y XVIII en unos retablos del siglo XIX. Construida en el siglo XVIII, es de una sola nave dividida en tres tramos continuados en un ábside rectangular de la misma anchura al que se adosa la sacristía. La cubierta es de bóveda de crucería. En el interior hay un Descendimiento del XVIII y dos cuadros, de 1879, del pintor sevillano Augusto Manuel de Quesada.